# Peter Röhle
Peter Röhle (Berlino, 6 marzo 1957) è un ex pallanuotista tedesco, vincitore di una medaglia di bronzo alle olimpiadi di Los Angeles 1984 e ai mondiali di Guayaquil 1983. Vanta anche due ori ed un bronzo europei. Dal 1979 al 1997 con lo Spandau Berlino vinse quattro edizioni della Coppa dei Campioni, due Supercoppe LEN, diciotto campionati tedeschi e sedici coppe nazionali. Dal 2006 al 2021 ha allenato proprio lo Spandau, conquistando altri nove campionati e nove Coppe di Germania. Ha allenato anche le nazionali giovanili tedesche.